# 印花稅票

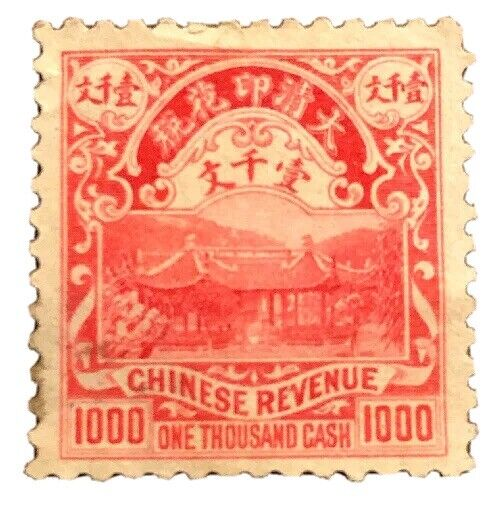
清末的印花稅票

印花稅票，是一種用於收取印花稅的票券，通常是水溶性背胶或者不乾膠。企業自政府購買該票券，並將其附加到已徵稅的物品上，以作為商品的一部分，或者在文件需要的情況下，作為其一部分。印花稅票與郵票非常相似，在某些地區或非常時期，可以作郵票使用，反之亦然。